# Teglholmen
Teglholmen är ett område i Köpenhamn.